# Dámaso Rodríguez Martín
Dámaso Rodríguez Martín   (El Batán, 11 de desembre de 1945 - península d'Anaga, 19 de febrer de 1991), més conegut com El Brujo o Maso, va ser un assassí i violador canari que va sembrar el terror el 1991 a la zona muntanyenca del Moquinal (Anaga, Tenerife), on va buscar refugi després de la seva fugida de la presó Tenerife II on complia condemna per una violació i un homicidi.
A més «El Brujo» va matar una parella de senderistes alemanys i va arribar a ser el delinqüent més buscat per les Forces de Seguretat de l'Estat. A causa dels seus crims i a la seva gran repercussió mediàtica, Dámaso Rodríguez Martín és conegut com l'assassí més cèlebre de les Illes Canàries.

## Biografia

### Naixement i primers anys
Dámaso Rodríguez Martín va néixer l'11 de desembre de 1944, en el lloc conegut com Las Montañas, al poble d'El Batán (municipi de San Cristóbal de la Laguna, Tenerife). Els seus pares eren, Martín Rodríguez Silverio i Celestina Martín Perdomo. Dámaso va tenir quatre germans.
La seva família era d'extracció molt humil pel que els seus pares van intentar donar-li una bona educació. No obstant això, Dámaso comença ja des de la seva joventut a realitzar actes delictius. Amb 17 anys acabats de complir és acusat de robatori i detingut, després de la qual cosa, després del seu alliberament un any després el setembre de 1963, s'enrola en la Legió i és destinat al Sàhara Occidental on és ascendit a caporal. El 1966 es llicencia en el Terç d'Estrangers.
Posteriorment, Dámaso torna a Tenerife i el 1967 es casa amb Mercedes Martín Rodríguez i s'instal·la en el lloc conegut com El Peladero en la localitat de Las Mercedes a San Cristóbal de la Laguna. El 1973 naixeria la seva primera filla, i el 1975 la segona.

### Assassinats i fugida
El seu primer assassinat va ser l'11 de novembre de 1981 quan va matar un jove que estava amb la seva xicota en el seu vehicle Mazda a la zona del Moquinal. Dámaso era un voyeur (tafaner), que li agradava observar les parelles quan mantenien relacions íntimes. Després va matar el xicot, a la dona la va copejar i va agredir sexualment amb el cadàver del nuvi a l'interior del cotxe. Seguidament, va circular amb el cadàver i la jove fins al Llano de los Viejos, on els va abandonar.
Els investigadors de la Policia Nacional van preguntar a la zona per un individu violent, coneixedor de la muntanya i en el qual concorregués la circumstància de ser "passejant nocturn" a la recerca de parelles. Totes les informacions van portar a Dámaso. "El Brujo" va ser condemnat a 55 anys de presó per assassinat, violació, furt de l'arma de foc i la tinença il·lícita d'armes. No obstant això el 17 de gener de 1991, Dámaso va començar la seva rocambolesca fugida aprofitant un permís penitenciari, que el va portar a estar un mes ocult per les muntanyes d'Anaga. Originalment es va traslladar a casa seva, amb la intenció d'assassinar la seva dona, a causa que aquesta s'havia distanciat d'ell mentre va estar a la presó. Si bé, no va poder fer-ho doncs ella estava acompanyada per familiars i amics. Dámaso es trasllada a la muntanya, esperant l'ocasió d'assassinar la seva dona.
El 23 de gener, el cadàver de l'alemany Karl Flic apareix en el camí forestal del Solís. L'endemà sobre les 15:15 hores, en una zona abrupta del Roque del Moquinal, la Guàrdia Civil va recuperar el cadàver de la seva dona, Marta Küpper, assassinada també per Dámaso Rodríguez Martín i que presentava evidents signes de estrangulament. Tot sembla indicar que li van implorar per les seves vides per com va ser trobat el cadàver del marit, però no va tenir compassió. Les especulacions, els albiraments, les fugides del pròfug a l'últim moment, els robatoris en les coves i cases de caçadors o agricultors van alimentar la llegenda d' "El Brujo". Posteriorment, agrediria sexualment una altra dona, una veïna de el lloc.
Aquests successos trasbalsaren la celebració del Carnaval de Santa Cruz de Tenerife d'aquell any, degut al temor que suscitava entre la gent, la idea que l'assassí baixés disfressat a Santa Cruz i pogués escapar amb facilitat.

### Mort
Una família es va desplaçar el 19 de febrer a una casa a la zona del Solís i va veure que la porta estava forçada, per això van cridar a la policia. Finalment, una parella de la Guàrdia Civil de Tacoronte al capdavant del qual es trobava el sergent comandant de lloc, va detectar la presència de Dámaso Rodríguez a la casa.
Quan el suboficial va tractar d'accedir a la casa va ser rebut amb foc d'escopeta. L'agent va respondre a l'agressió efectuant diversos tirs. Però El Brujo no tenia cap intenció de lliurar-se. Així que va intentar posar fi a la seva vida, per això va col·locar l'escopeta de caça sota la seva barbeta i amb els dits d'un dels seus peus va efectuar un tret que a causa de la longitud de l'arma no li va rebentar la cara com hagués estat el seu desig. Posteriorment, va haver-hi un altre intercanvi de trets entre la Guàrdia Civil i Dámaso Rodríguez, que li van tocar i que van significar la seva defunció.

## Dámaso en la cultura popular
En 2003 la Televisió Autonòmica de Canàries va estrenar una sèrie titulada Noche del Crimen que reconstrueix els crims més cèlebres que han tingut lloc en l'Arxipèlag Canari en els últims anys. La sèrie va ser dirigida pel cineasta canari Javier Caldas. Un dels capítols de la sèrie va estar dedicat a Dámaso Rodríguez Martín, i és la més encertada reconstrucció dels fets. En aquesta ocasió s'ofereix la reconstrucció del crim amb guió i direcció d'Aarón J. Melián i música de Raúl Capote.